# Lill-Galtsjötjärnen
Lill-Galtsjötjärnen är en sjö i Vindelns kommun i Västerbotten och ingår i Umeälvens huvudavrinningsområde.